# 古卢 (印度)
古卢（Kullu）是印度喜马偕尔邦古卢县的一个城镇。总人口18306（2001年）。

## 人口
该地2001年总人口18306人，其中男性9855人，女性8451人；0—6岁人口1795人，其中男977人，女818人；识字率81.16%，其中男性为84.39%，女性为77.39%。